# World Cup 2002 (Tischtennis)
| 2001 ← World Cup → 2003 | 2001 ← World Cup → 2003               | 2001 ← World Cup → 2003      |
| ----------------------- | ------------------------------------- | ---------------------------- |
|                         | Männer                                | Frauen                       |
| Datum                   | 31.10.–02.11.                         | 30.08.–01.09.                |
| Ort                     | Jinan                                 | Singapur                     |
| Auflage                 | 23                                    | 6                            |
| Sieger                  | Timo Boll Kong Linghui Zoran Primorac | Zhang Yining Li Nan Tie Yana |

Der Tischtennis-World Cup 2002 fand für die Männer in seiner 23. Austragung vom 31. Oktober bis 2. November im chinesischen Jinan und für die Frauen in seiner 6. Austragung vom 30. August bis 1. September in Singapur statt. Gold ging an den Deutschen Timo Boll und Zhang Yining aus China.

## Modus
An jedem Wettbewerb nahmen 16 Sportler teil, die auf vier Gruppen mit je vier Sportlern aufgeteilt wurden. Die Gruppenersten und -zweiten rückten in die im K.O.-Modus ausgetragene Hauptrunde vor. Die Halbfinal-Verlierer trugen ein Spiel um Platz 3 aus.

## Teilnehmer
| Pos. | Männer            | WRL-Pos. | TN | Frauen          | WRL-Pos. | TN |
| ---- | ----------------- | -------- | -- | --------------- | -------- | -- |
| 1    | Timo Boll         | 5        | 1  | Zhang Yining    | 2        | 2  |
| 2    | Kong Linghui      | 6        | 8  | Li Nan          | 5        | 1  |
| 3    | Zoran Primorac    | 15       | 9  | Tie Yana        | 18       | 1  |
| 4    | Werner Schlager   | 4        | 4  | Lin Ling        | 4        | 1  |
| 5    | Chiang Peng-Lung  | 11       | 4  | Tamara Boroš    | 3        | 3  |
| 5    | Ma Lin            | 2        | 4  | Kim Hyon-hui    | 11       | 1  |
| 5    | Oh Sang-eun       | 13       | 1  | Niu Jianfeng    | 6        | 1  |
| 5    | Wang Liqin        | 1        | 4  | Mihaela Șteff   | 10       | 2  |
| 9    | Chuang Chih-Yuan  | 16       | 1  | Gao Jun         | 33       | 3  |
| 9    | Kim Taek-soo      | 10       | 10 | Li Jiawei       | 9        | 2  |
| 9    | Kalinikos Kreanga | 12       | 5  | Miao Miao       | 59       | 1  |
| 9    | Jean-Michel Saive | 8        | 13 | Krisztina Tóth  | 22       | 4  |
| 13   | Hugo Hoyama       | 96       | 8  | Jing Jun Hong   | 15       | 3  |
| 13   | Russell Lavale    | 224      | 1  | Ni Xialian      | 15       | 6  |
| 13   | Segun Toriola     | 80       | 3  | Berta Rodríguez | 230      | 2  |
| 13   | Wenguan Huang     | 39       | 8  | Jie Schöpp      | 23       | 4  |

## Männer

### Gruppenphase

#### Gruppe 1
|                   | Ergebnis |                   |
| ----------------- | -------- | ----------------- |
| Zoran Primorac    | 4:3      | Segun Toriola     |
| Werner Schlager   | 4:0      | Segun Toriola     |
| Werner Schlager   | 4:1      | Kalinikos Kreanga |
| Kalinikos Kreanga | 4:2      | Segun Toriola     |
| Werner Schlager   | 2:4      | Zoran Primorac    |
| Kalinikos Kreanga | 4:3      | Zoran Primorac    |

| Platz | Spieler           | Spiele | Sätze | Punkte |
| ----- | ----------------- | ------ | ----- | ------ |
| 1     | Werner Schlager   | 3      | 10:5  | 5      |
| 2     | Zoran Primorac    | 3      | 11:9  | 5      |
| 3     | Kalinikos Kreanga | 3      | 9:9   | 5      |
| 4     | Segun Toriola     | 3      | 5:12  | 3      |

#### Gruppe 2
|                   | Ergebnis |                   |
| ----------------- | -------- | ----------------- |
| Chiang Peng-Lung  | 4:1      | Wenguan Huang     |
| Timo Boll         | 4:1      | Wenguan Huang     |
| Timo Boll         | 4:1      | Jean-Michel Saive |
| Jean-Michel Saive | 4:2      | Wenguan Huang     |
| Timo Boll         | 4:3      | Chiang Peng-Lung  |
| Jean-Michel Saive | 1:4      | Chiang Peng-Lung  |

| Platz | Spieler           | Spiele | Sätze | Punkte |
| ----- | ----------------- | ------ | ----- | ------ |
| 1     | Timo Boll         | 3      | 12:5  | 6      |
| 2     | Chiang Peng-Lung  | 3      | 11:6  | 5      |
| 3     | Jean-Michel Saive | 3      | 6:10  | 4      |
| 4     | Wenguan Huang     | 3      | 4:12  | 3      |

#### Gruppe 3
|              | Ergebnis |              |
| ------------ | -------- | ------------ |
| Kim Taek-soo | 4:0      | Hugo Hoyama  |
| Ma Lin       | 4:1      | Hugo Hoyama  |
| Ma Lin       | 4:1      | Kong Linghui |
| Kong Linghui | 4:1      | Hugo Hoyama  |
| Ma Lin       | 4:0      | Kim Taek-soo |
| Kong Linghui | 4:3      | Kim Taek-soo |

| Platz | Spieler      | Spiele | Sätze | Punkte |
| ----- | ------------ | ------ | ----- | ------ |
| 1     | Ma Lin       | 3      | 12:2  | 6      |
| 2     | Kong Linghui | 3      | 9:8   | 5      |
| 3     | Kim Taek-soo | 3      | 7:8   | 4      |
| 4     | Hugo Hoyama  | 3      | 2:12  | 3      |

#### Gruppe 4
|                  | Ergebnis |                  |
| ---------------- | -------- | ---------------- |
| Oh Sang-eun      | 4:1      | Russell Lavale   |
| Wang Liqin       | 4:0      | Russell Lavale   |
| Wang Liqin       | 4:1      | Chuang Chih-Yuan |
| Chuang Chih-Yuan | 4:1      | Russell Lavale   |
| Wang Liqin       | 1:4      | Oh Sang-eun      |
| Chuang Chih-Yuan | 4:3      | Oh Sang-eun      |

| Platz | Spieler          | Spiele | Sätze | Punkte |
| ----- | ---------------- | ------ | ----- | ------ |
| 1     | Oh Sang-eun      | 3      | 11:6  | 5      |
| 2     | Wang Liqin       | 3      | 9:5   | 5      |
| 3     | Chuang Chih-Yuan | 3      | 9:8   | 5      |
| 4     | Russell Lavale   | 3      | 2:12  | 3      |

### Hauptrunde
|  | Viertelfinale    | Viertelfinale   |              |                | Halbfinale       | Halbfinale |  |  | Finale | Finale |
|  |                  |                 |              |                |                  |            |  |  |        |        |
|  |                  |                 |              |                |                  |            |  |  |        |        |
|  | Oh Sang-eun      | 2               |              |                |                  |            |  |  |        |        |
|  | Oh Sang-eun      | 2               |              |                |                  |            |  |  |        |        |
|  | Kong Linghui     | 4               |              |                |                  |            |  |  |        |        |
|  | Kong Linghui     | 4               | Kong Linghui | 4              |                  |            |  |  |        |        |
|  |                  |                 | Kong Linghui | 4              |                  |            |  |  |        |        |
|  |                  | Werner Schlager | 2            |                |                  |            |  |  |        |        |
|  | Chiang Peng-Lung | Werner Schlager | 2            | 3              |                  |            |  |  |        |        |
|  | Chiang Peng-Lung |                 |              | 3              |                  |            |  |  |        |        |
|  | Werner Schlager  | 4               |              |                |                  |            |  |  |        |        |
|  |                  |                 | Kong Linghui | 1              |                  |            |  |  |        |        |
|  |                  |                 |              | Timo Boll      | 4                |            |  |  |        |        |
|  | Timo Boll        | 4               |              |                |                  |            |  |  |        |        |
|  | Wang Liqin       | 0               |              |                |                  |            |  |  |        |        |
|  | Wang Liqin       | 0               | Timo Boll    | 4              |                  |            |  |  |        |        |
|  |                  |                 | Timo Boll    | 4              | Spiel um Platz 3 |            |  |  |        |        |
|  |                  | Zoran Primorac  | 3            |                |                  |            |  |  |        |        |
|  | Zoran Primorac   | Zoran Primorac  | 3            | 4              | Werner Schlager  | 0          |  |  |        |        |
|  | Zoran Primorac   |                 |              | 4              | Werner Schlager  | 0          |  |  |        |        |
|  | Ma Lin           | 2               |              | Zoran Primorac | 4                |            |  |  |        |        |
|  | Ma Lin           | 2               |              |                | 4                |            |  |  |        |        |
|  |                  |                 |              |                |                  |            |  |  |        |        |

## Frauen

### Gruppenphase

#### Gruppe 1
|              | Ergebnis |            |
| ------------ | -------- | ---------- |
| Zhang Yining | 4:0      | Tie Yana   |
| Li Jiawei    | 4:2      | Jie Schöpp |
| Zhang Yining | 4:1      | Li Jiawei  |
| Tie Yana     | 3:4      | Jie Schöpp |
| Zhang Yining | 4:2      | Jie Schöpp |
| Li Jiawei    | 2:4      | Tie Yana   |

| Platz | Spieler      | Spiele | Sätze | Punkte |
| ----- | ------------ | ------ | ----- | ------ |
| 1     | Zhang Yining | 3      | 12:3  | 6      |
| 2     | Tie Yana     | 3      | 7:10  | 4      |
| 3     | Li Jiawei    | 3      | 7:10  | 4      |
| 4     | Jie Schöpp   | 3      | 8:11  | 4      |

#### Gruppe 2
|              | Ergebnis |              |
| ------------ | -------- | ------------ |
| Tamara Boroš | 4:0      | Jing Junhong |
| Li Nan       | 4:1      | Gao Jun      |
| Tamara Boroš | 4:2      | Li Nan       |
| Jing Junhong | 2:4      | Gao Jun      |
| Tamara Boroš | 3:4      | Gao Jun      |
| Li Nan       | 4:0      | Jing Junhong |

| Platz | Spieler      | Spiele | Sätze | Punkte |
| ----- | ------------ | ------ | ----- | ------ |
| 1     | Li Nan       | 3      | 10:5  | 5      |
| 2     | Tamara Boroš | 3      | 11:6  | 5      |
| 3     | Gao Jun      | 3      | 9:9   | 5      |
| 4     | Jing Junhong | 3      | 2:12  | 3      |

#### Gruppe 3
|                | Ergebnis |                 |
| -------------- | -------- | --------------- |
| Niu Jianfeng   | 4:1      | Krisztina Tóth  |
| Mihaela Șteff  | 4:0      | Berta Rodríguez |
| Niu Jianfeng   | 4:2      | Mihaela Șteff   |
| Krisztina Tóth | 4:1      | Berta Rodríguez |
| Niu Jianfeng   | 4:0      | Berta Rodríguez |
| Mihaela Șteff  | 4:1      | Krisztina Tóth  |

| Platz | Spieler         | Spiele | Sätze | Punkte |
| ----- | --------------- | ------ | ----- | ------ |
| 1     | Niu Jianfeng    | 3      | 12:3  | 6      |
| 2     | Mihaela Șteff   | 3      | 10:5  | 5      |
| 3     | Krisztina Tóth  | 3      | 6:9   | 4      |
| 4     | Berta Rodríguez | 3      | 1:12  | 3      |

#### Gruppe 4
|              | Ergebnis |              |
| ------------ | -------- | ------------ |
| Lin Ling     | 4:3      | Ni Xialian   |
| Kim Hyon-hui | 4:2      | Miao Miao    |
| Lin Ling     | 4:3      | Kim Hyon-hui |
| Ni Xialian   | 3:4      | Miao Miao    |
| Lin Ling     | 4:1      | Miao Miao    |
| Kim Hyon-hui | 4:2      | Ni Xialian   |

| Platz | Spieler      | Spiele | Sätze | Punkte |
| ----- | ------------ | ------ | ----- | ------ |
| 1     | Lin Ling     | 3      | 12:7  | 6      |
| 2     | Kim Hyon-hui | 3      | 11:8  | 5      |
| 3     | Miao Miao    | 3      | 7:11  | 4      |
| 4     | Ni Xialian   | 3      | 8:12  | 3      |

### Hauptrunde
|  | Viertelfinale | Viertelfinale |              |          | Halbfinale       | Halbfinale |  |  | Finale | Finale |
|  |               |               |              |          |                  |            |  |  |        |        |
|  |               |               |              |          |                  |            |  |  |        |        |
|  | Zhang Yining  | 4             |              |          |                  |            |  |  |        |        |
|  | Zhang Yining  | 4             |              |          |                  |            |  |  |        |        |
|  | Mihaela Șteff | 2             |              |          |                  |            |  |  |        |        |
|  | Mihaela Șteff | 2             | Zhang Yining | 4        |                  |            |  |  |        |        |
|  |               |               | Zhang Yining | 4        |                  |            |  |  |        |        |
|  |               | Lin Ling      | 0            |          |                  |            |  |  |        |        |
|  | Tamara Boroš  | Lin Ling      | 0            | 0        |                  |            |  |  |        |        |
|  | Tamara Boroš  |               |              | 0        |                  |            |  |  |        |        |
|  | Lin Ling      | 4             |              |          |                  |            |  |  |        |        |
|  |               |               | Zhang Yining | 4        |                  |            |  |  |        |        |
|  |               |               |              | Li Nan   | 0                |            |  |  |        |        |
|  | Tie Yana      | 4             |              |          |                  |            |  |  |        |        |
|  | Niu Jianfeng  | 3             |              |          |                  |            |  |  |        |        |
|  | Niu Jianfeng  | 3             | Tie Yana     | 1        |                  |            |  |  |        |        |
|  |               |               | Tie Yana     | 1        | Spiel um Platz 3 |            |  |  |        |        |
|  |               | Li Nan        | 4            |          |                  |            |  |  |        |        |
|  | Kim Hyon-hui  | Li Nan        | 4            | 3        | Tie Yana         | 4          |  |  |        |        |
|  | Kim Hyon-hui  |               |              | 3        | Tie Yana         | 4          |  |  |        |        |
|  | Li Nan        | 4             |              | Lin Ling | 2                |            |  |  |        |        |
|  | Li Nan        | 4             |              |          | 2                |            |  |  |        |        |
|  |               |               |              |          |                  |            |  |  |        |        |

## Sonstiges
Mit 6 World-Cup-Teilnahmen verbesserte Ni Xialian bei den Frauen ihren Rekord vom Vorjahr.